# Ricard Ferrer i Juli
Ricard Ferrer i Juli (Blanes, 1946) és un pintor de frescos blanenc, que durant els anys 60 es va iniciar en les arts plàstiques dins dels moviments d'avantguarda entorn de Dau al Set i es va formar als tallers de Salvador Dalí, Joan Ponç i Bartomeu Massot, però sobretot de Josep Maria Garrut. A l'inici de la dècada del 1970 entrà en sintonia amb l'hipermanierisme i es presentà en diverses galeries de Barcelona i Madrid.
Té l'estudi al barri de l'Antiga de Blanes i ha fet frescos a una casa de Navata, el Museu del Rellotge de Figueres (1995-1997), l'església dels Padrets de Blanes, l'església de Santa Maria de Blanes (2000-2002), o l'oratori de Vilarig.
El 1994 i 1995 va impartir cursos de pintura al fresc al Museu d'Art de Girona i a l'escola d'art de M. A. Feliu. El 2010 va donar la col·lecció hemerogràfica Josep Mestres Rovira a l'Arxiu de blanes, una de les col·leccions més completes de la revista Recvll d'abans de la Guerra Civil dels ans 1921-1936, així com del 1969-1972 i 1977-1983. També conté els originals de la revista Proa dels anys 1945 i 1946.
El 2016 va pintar escenes de Sant Martí, el patró del poble, al presbiteri de l'església del segle xii de Vilaritg per recuperar l'esplendor de l'església romànica i aturar-ne el deteriorament. Es va inspirar en els treballs que Simoni Martini va fer a la Basílica d'Assís d'Itàlia. Hi va col·laborar el consistori de Cistella, la Diputació de Girona, la Generalitat i el Bisbat de Girona.